# Uromyces amphidymus
Uromyces amphidymus ist eine Ständerpilzart aus der Ordnung der Rostpilze (Pucciniales). Der Pilz ist ein Endoparasit des Süßgrasgattung Glyceria. Symptome des Befalls durch die Art sind Rostflecken und Pusteln auf den Blattoberflächen der Wirtspflanzen. Sie ist in Nordamerika verbreitet.

## Merkmale

### Makroskopische Merkmale
Uromyces amphidymus ist mit bloßem Auge nur anhand der auf der Oberfläche des Wirtes hervortretenden Sporenlager zu erkennen. Sie wachsen in Nestern, die als gelbliche bis braune Flecken und Pusteln auf den Blattoberflächen erscheinen.

### Mikroskopische Merkmale
Das Myzel von Uromyces amphidymus wächst wie bei allen Uromyces-Arten interzellulär und bildet Saugfäden, die in das Speichergewebe des Wirtes wachsen. Aecien oder Spermogonien der Art sind nicht bekannt. Die gelbbraunen Uredien des Pilzes wachsen beidseitig auf den Wirtsblättern. Seine goldenen bis zimtbraunen Uredosporen sind 22–26 × 19–23 µm groß, meist kugelig bis breitellipsoid und stachelwarzig. Die Telien der Art sind schokoladenbraun, kompakt und früh unbedeckt. Die tief goldenen bis klar kastanienbraunen Teliosporen sind einzellig, in der Regel ellipsoid und 21–34 × 16–20 µm groß. Ihre Stiele sind bräunlich und bis zu 40 µm lang.

## Verbreitung
Das bekannte Verbreitungsgebiet von Uromyces amphidymus umfasst die östlichen und zentralen USA.

## Ökologie
Die Wirtspflanzen von Uromyces amphidymus sind Glyceria acutiflora, G. borealis und G. septentrionalis. Der Pilz ernährt sich von den im Speichergewebe der Pflanzen vorhandenen Nährstoffen, seine Sporenlager brechen später durch die Blattoberfläche und setzen Sporen frei. Die Art verfügt über einen Entwicklungszyklus, von dem bislang lediglich Telien und Uredien sowie deren Wirt bekannt sind; Spermogonien und Aecien konnten dem Pilz nicht zugeordnet werden.